# Méray

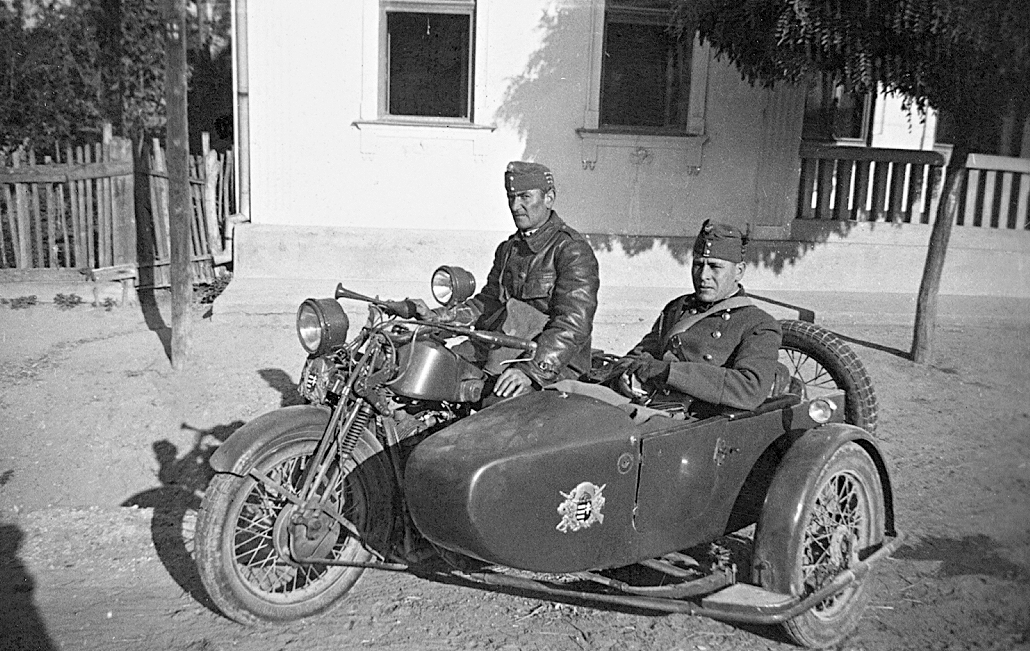
Méray

Méray is een historisch motorfietsmerk uit Hongarije. 
Het merk werd geproduceerd door de Méray Motorkerékpárgyár Rt. (Méray Motorradwerke Ltd.), een bedrijf dat in 1923 werd opgericht en tot 1939 zou bestaan. Het bedrijf werd opgericht door twee broers, Lóránd en Endre Méray-Horváth. Oorspronkelijk waren zij afkomstig uit Arad. In Boedapest beproefden ze vanaf 1918 aanvankelijk hun geluk met de vervaardiging van zeep en van kaarsen. In 1921 vervaardigden ze hun eerste motorfiets met een Moto-Rêve-motorblok als krachtbron, nog voordat de Méray Motorkerékpárgyár werd opgericht.
Méray was jarenlang de grootste motorfietsenfabrikant van Hongarije. Men bouwde er machines van 172 tot 996 cc met motorblokken van JAP, Villiers, Blackburne, Moto-Rêve en Puch. Vanaf 1936 had Meray ook eigen 346- en 496cc-motoren.